# 新エネルギー財団
一般財団法人 新エネルギー財団（しんエネルギーざいだん）は、新エネルギーの開発・導入のための調査・研究と人材育成等の各種支援事業を実施する法人。以前は経済産業省資源エネルギー庁所管の財団法人であったが、公益法人制度改革に伴い一般財団法人へ移行した。1980年設立。

## 概要
- 所在：東京都千代田区紀尾井町3番6号 秀和紀尾井町パークビル

2010年3月9日、「事業仕分け (行政刷新会議)第2弾」において、仕分け対象枠の公益法人に選定された。

## 組織・人事
- 会長
  - 市川祐三（元経産官僚)

### 主な歴代正副会長
- 棚橋祐治（1958年 通産省入省、元通産事務次官）
- 八島俊章（元東北電力会長）

## 事業
新エネルギーの調査・研究・情報提供

### 新エネ大賞
さまざまなエネルギーの種類のうち、新しいエネルギーとされるエネルギー資源の導入・利用とその普及や啓発を消費者や社会に促すため、該当する製品、システム、方式とそれらを導入し、設置したものを表彰し授与される各賞の総称。1996年（平成8年）度から始まり毎年度ほぼ15件前後の経済産業大臣賞、資源エネルギー庁長官賞、当財団会長賞などを授与する。受賞した企業・法人は新しいとされるエネルギー利用とその導入をアピールするため「新エネ大賞エンブレム」を広報媒体に表示したり、エンブレムを付加することができる。新しいエネルギーを利用する自動車、機器、システムの開発・製品化した法人や導入したユーザである法人などは自ら応募し、審査を経て表彰される。新エネ大賞は英語で「NEW ENERGY WARD」と名付けられる。
2010年（平成22年）5月20日の行政刷新会議が行った公益法人の事業仕分けでこの賞の「新エネルギー関係表彰実施事業」は「省エネ大賞」表彰実施事業とともに廃止すべきと仕分けされた。